# リカ (駆逐艦・初代)
リカ (SMS Lika) はオーストリア＝ハンガリー帝国海軍の駆逐艦。タトラ級。

## 艦歴
1912年4月30日、ガンツ・ダヌビウス社のPorto Réの造船所で起工。1913年3月15日、進水。1914年8月8日竣工。

### 第一次世界大戦
タトラ級6隻は第1水雷隊を編成し、巡洋艦「サイダ」などとともに第1水雷戦隊に属していた。なお、1914年10月20日に「サイダ」は「ヘルゴラント」と交代している。
1914年11月と12月や1915年4月に「ヘルゴラント」が駆逐艦を伴って出撃しているが、「リカ」が参加しているかはわからない。
1915年2月18-19日、「ヘルゴラント」とタトラ級6隻はオトラント海峡へ出撃したが、敵を見なかった。
1915年5月23日、イタリアはオーストリア＝ハンガリー帝国に宣戦布告。同日、オーストリア＝ハンガリー帝国海軍の戦艦などは出撃し、アンコーナなどの攻撃へと向かった。それに先立つ5月19日、南からのイタリア艦隊来襲に備え偵察部隊が出撃した。そのうちの一つは巡洋艦「ヘルゴラント」とタトラ級4隻（「チェペル」、「リカ」、「Orjen」、「タトラ」）からなり、ペラゴーザ島とイタリア本土のガルガーノ岬との間へと向かった。5月23から24日の夜に偵察部隊はイタリア沿岸の目標攻撃を命じられ、「リカ」はヴィエステを攻撃した。
一方、5月24日4時過ぎ、バルレッタ攻撃中の「ヘルゴラント」と「Orjen」はイタリア駆逐艦「アキローネ」、「トゥルビーネ」と遭遇。「ヘルゴラント」は北へ向かった「トゥルビーネ」を追跡。その後、「チェペル」、「タトラ」および「リカ」も攻撃に加わった。「リカ」は6時25分に到着し、66㎜砲弾を「トゥルビーネ」の蒸気管に命中させて速度を低下させた。「トゥルビーネ」はさらに他の艦からの攻撃でも被弾。白旗を揚げた後、沈没した。
次いでイタリア巡洋艦「リビア」と仮装巡洋艦「Cittá di Siracusa」が救援に現れ攻撃を受けたが、「リビア」を戦艦と誤認した「ヘルゴラント」艦長は交戦を避け、速度に勝るオーストリア＝ハンガリー帝国側は相手の追跡を振り切った。
7月23日、「ヘルゴラント」やタトラ級駆逐艦などによるイタリア沿岸襲撃が実施された。「リカ」と「トリグラフ」はトレーミティ諸島に兵を上陸させて電信ケーブルを切断した。
7月28日、オーストリア＝ハンガリー帝国海軍は巡洋艦「サイダ」、タトラ級駆逐艦6隻などでイタリアが7月11日に占領したペラゴーザ島に対する攻撃を実施。砲撃後に108名を上陸させたが、オーストリア＝ハンガリー帝国側は敵兵力を過小評価しており、撃退された。
8月17日、オーストリア＝ハンガリー帝国海軍は巡洋艦「ヘルゴラント」と「サイダ」や「リカ」などで再びペラゴーザ島を攻撃。真水のタンクないし貯水池などを破壊し、この攻撃後イタリア軍は島から撤退した。
10月、オーストリア＝ハンガリー帝国軍やドイツ軍はセルビアに対する攻勢を開始。続いてブルガリア軍もセルビアに侵攻し、セルビアへのサロニカからの補給ルートを切断。アドリア海側からのルートがその代わりとなり、その切断がオーストリア＝ハンガリー帝国海軍に求められた。11月22日に「ヘルゴラント」と「サイダ」やタトラ級駆逐艦などは出撃してオトラント海峡へ向かい、2隻の船（「Palatino」、「Gallinara」）を沈めた。この後、タトラ級駆逐艦は巡洋艦「ヘルゴラント」や「ノファラ」などとともにカッタロへ移された。12月6日、「ヘルゴラント」、「サイダ」とタトラ級駆逐艦はドゥラッツォ港を攻撃した。
12月28日にドゥラッツォで発見された2隻のイタリア駆逐艦などを攻撃するため、同日夜カッタロより「ヘルゴラント」、「バラトン」、「チェペル」、「リカ」、「タトラ」、「トリグラフ」が出撃した。イタリア駆逐艦は発見されず、12月29日夜明けにドゥラッツォ港内に侵入した「チェペル」、「リカ」、「タトラ」、「トリグラフ」は汽船1隻とスクーナー2隻を沈めた。港外で出る際、おそらく「ヘルゴラント」の射線をふさがないようにしようとしたため（または沿岸砲の砲撃を避けようとして）機雷原に入ってしまい、二つの機雷に触れた「リカ」は沈没。「タトラ」により34名が救助された。また、「トリグラフ」も触雷した。この機雷はイタリア巡洋艦「Puglia」と嚮導駆逐艦「Guiglielmo Pepe」により敷設されたものであった。